# Flandreau Santee Sioux Tribe
Der Flandreau Santee Sioux Tribe ist ein nordamerikanischer Indianerstamm und gehört zu den Dakota aus der Sioux-Stammesgruppe und -Sprachfamilie. Das Reservat des Stammes ist die Flandreau Indian Reservation bei Flandreau, South Dakota, USA (Lage). Der Stamm wurde 1934 im Indian Reorganization Act anerkannt.